# Струсін
Струсін (пол. Strusin) — село в Польщі, у гміні Сонськ Цехановського повіту Мазовецького воєводства.
Населення — 60 осіб (2011).
У 1975-1998 роках село належало до Цехановського воєводства.

## Демографія
Демографічна структура станом на 31 березня 2011 року:
|          | Загалом | Допрацездатний вік | Працездатний вік | Постпрацездатний вік |
| -------- | ------- | ------------------ | ---------------- | -------------------- |
| Чоловіки | 31      | 7                  | 19               | 5                    |
| Жінки    | 29      | 7                  | 14               | 8                    |
| Разом    | 60      | 14                 | 33               | 13                   |